# Álex Granell
Alexandre "Álex" Granell Nogué (Olot, 2 de agosto de 1988) é um futebolista espanhol que atua como meia. Atualmente, defende o Bolívar.

## Carreira
Granell começou a carreira no Farners.

## Títulos
Girona
- Supercopa da Catalunha: 2019[1]